# Boothville
Boothville – dzielnica miasta Northampton, w Anglii, w Northamptonshire, w dystrykcie (unitary authority) West Northamptonshire. W 2011 roku dzielnica liczyła 3843 mieszkańców.